# Konsthall
En konsthall eller konstsalong är en lokal för konstutställning. Ofta drivs den av en konstförening, helt eller delvis av staden eller orten den ligger i, eller som en privatfinasierad verksamhet. En konsthall har oftast inte permanenta utställningar likt ett museum, utan visar tillfälliga utställningar och inriktningen är vanligtvis samtida konst.

## Danmark (i urval)
- Kunsthallen Brandts
- Kunsthal Charlottenborg
- Kunsthallen Nikolaj

## Finland (i urval
- Helsingfors konsthall (Helsingin taidehalli)

## Nederländerna (i urval)
- Kunsthal Rotterdam

## Schweiz (i urval)
- Kunsthalle Basel
- Kunsthalle Bern

## Sverige i urval
- Arvika Konsthall
- Axel Ebbes Konsthall, Trelleborg
- Bergsjö konsthall, Nordanstig
- Bonniers konsthall, Stockholm
- Dunkers Kulturhus, Helsingborg
- Exercishallen Norr, Östersund
- Färgfabriken, Stockholm
- Grafikens Hus, Mariefred
- Gustavsbergs Konsthall
- Göteborgs Konsthall
- Halmstads Konsthall
- Havremagasinet, Boden
- Hålluddens Konsthall
- Höganäs Museum och Konsthall
- Järnboden, Harg
- Karby gård, Täby
- Katrineholms konsthall
- Klippans konsthall
- Konsthallen i Falun
- Konsthallen Hishult
- Konsthallen i Luleå
- Konsthallen i Södertälje
- Konsthallen Trollhättan
- Konsthallen Meken, i Smedjebacken
- Konsthallen vid Bohusläns museum
- Kulturhuset i Nässjö
- Kulturhuset i Stockholm
- Landskrona konsthall
- Leksands Kulturhus
- Lidköpings konsthall
- Lidingö Konsthall
- Liljevalchs konsthall, Stockholm
- Lunds Konsthall
- Magasin 3, Stockholm
- Malmö konsthall
- Moderna museet Malmö
- Motala konsthall
- Nolhaga slott, Alingsås konsthall
- Nordanå kulturcentrum, Skellefteå
- Norrtälje konsthall
- Orsa Kulturhus
- Passagen Linköpings konsthall
- Pumphuset i Borstahusen
- Rooseum, Malmö  (nedlagt)
- Rådhuset, Örnsköldsvik
- Rättviks konsthall
- Sandvikens konsthall
- Skövde konsthall och konstmuseum
- Smålands Konstarkiv, Värnamo
- Södertälje konsthall
- Tensta konsthall, Stockholm
- Tidaholms konsthall
- Tommarps kungsgård
- Vasa konsthall, Göteborg
- Virserums konsthall
- VIDA Museum & Konsthall, Halltorp på Öland
- Växjö konsthall
- Bildmuseet i Umeå
- Örebro konsthall
- Örnsköldsviks museum och konsthall

## Tyskland (i urval)
- Kunsthalle Bremen
- Kunsthalle Düsseldorf
- Schirn Kunsthalle Frankfurt
- Hamburger Kunsthalle
- Kunsthalle Kiel
- Kunsthalle Mannheim

## Ukraina (i urval)
- Mystetskijarsenalen, Kiev